# صناع المحركات التوربينية

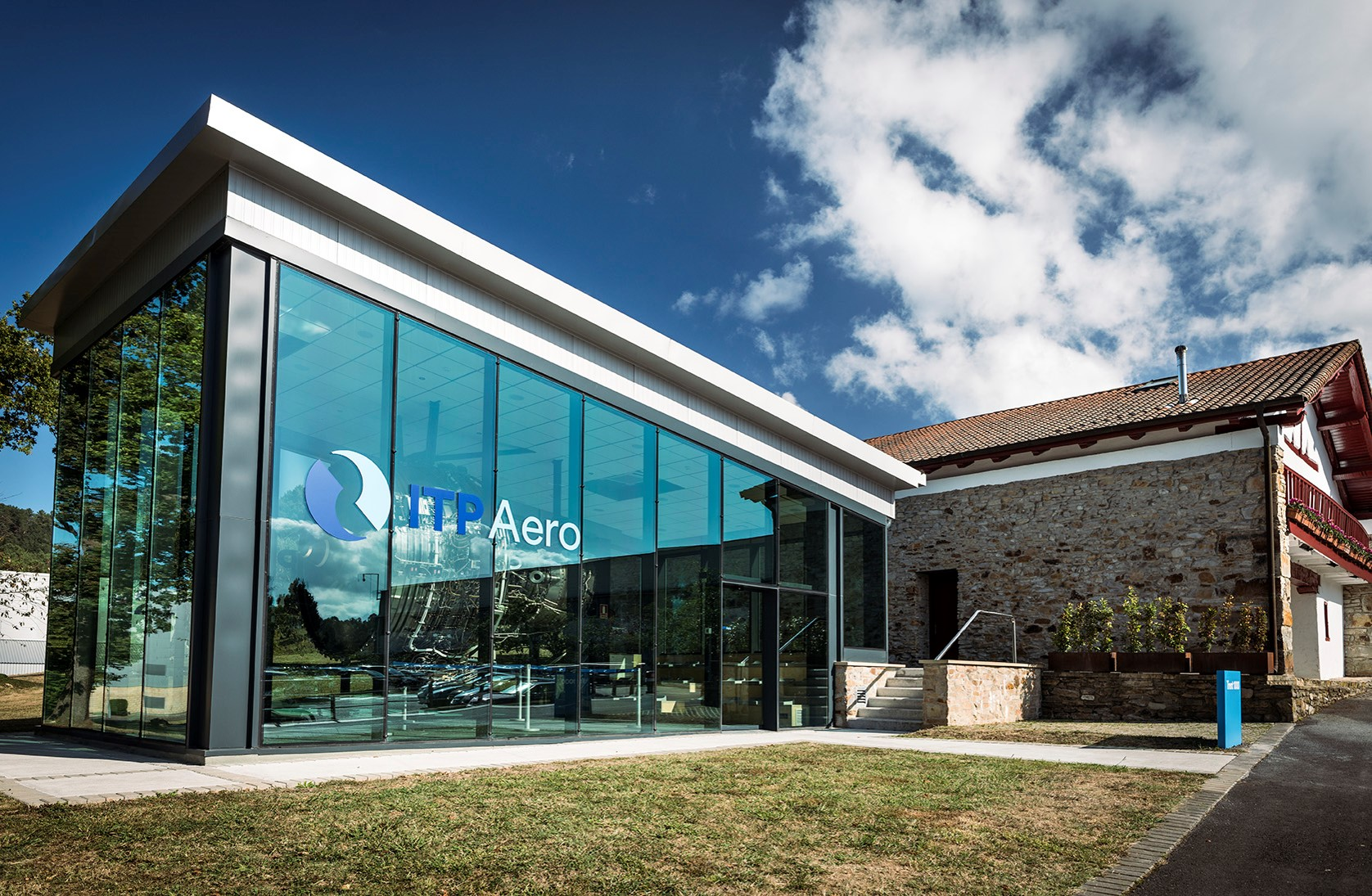
شركة صناع المحركات التوربينية.

صناع المحركات التوربينية :(بالإنجليزية: Industria de Turbo Propulsores):والمعروفة أختصارا بـ أي تي بي (ITP)، هي شركة إسبانية، تصنع محركات الطائرات والتوربينات الغازية. وهي مملوكة من قبل شركة سينر ايرونوتيكا (Sener Aeronáutica) بنسبة (53.125٪)، و شركة رولز رويس بي إل سي بنسبة (46.875٪).

## حيازة الأسهم و الشراكات
- أي تي بي هي الشريك الإسباني في أئتلاف يوروجت توربو وهو اتحاد يضم أربعة دول، يتولى مسؤولية تصنيع محرك إي جيه 200 (EJ200)، لطائرة يوروفايتر تايفون.
- تملك 20.5٪ [1] من شركة يورو بروب الدولية التي تصنع المحرك تي بي400-دي6 (TP400-D6)، والذي يستخدم على طائرة إيرباص إيه 400إم (A400M).
- شريك في برنامج تحمل المخاطر و تقاسم العائدات (RRSP) على محركات رولز رويس ترينت 900 و ترنت 1000
- أي تي بي هي شريك في تصميم وتصنيع نسخة محسنة من المحرك (MTR390) والذي سوف تزود به طائرات الهليكوبتر من طراز يوروكوبتر تايغر التابعة لسلاح الجو الإسباني.

## وصلات خارجية
- - الموقع الرسمي نسخة محفوظة 3 فبراير 2014 على موقع واي باك مشين.
- - الموقع الرسمي لمجموعة أي تي بي